# The Harvey Girls
The Harvey Girls is een MGM musical in kleur, uit 1946, met Judy Garland in de hoofdrol, en met een jonge Angela Lansbury in een opvallende bijrol. The Harvey Girls kreeg twee Oscar-nominaties en won er één, die voor beste originele song: "On the Atchison, Topeka and the Santa Fe" (gezongen door Judy Garland). 
De film is gebaseerd op een boek van Samuel Hopkins Adams. Regie was van George Sidney

## Verhaal
Als ze met een trein naar het Wilde Westen reist om daar vervolgens te trouwen, ontmoet Susan een groep vrouwen die een restaurant willen openen. Als ze besluit een van deze Harvey Girls te worden, loopt alles uit de hand.

## Rolverdeling
| Acteur           | Personage          |
| ---------------- | ------------------ |
| Judy Garland     | Susan Bradley      |
| John Hodiak      | Ned Trent          |
| Ray Bolger       | Chris Maule        |
| Angela Lansbury  | Em                 |
| Preston Foster   | Rechter Sam Purvis |
| Virginia O'Brien | Alma               |
| Marjorie Main    | Sonora Cassidy     |
| Chill Wills      | H.H. Hartsey       |
| Cyd Charisse     | Deborah Andrews    |